# Maghrebinische Schrift

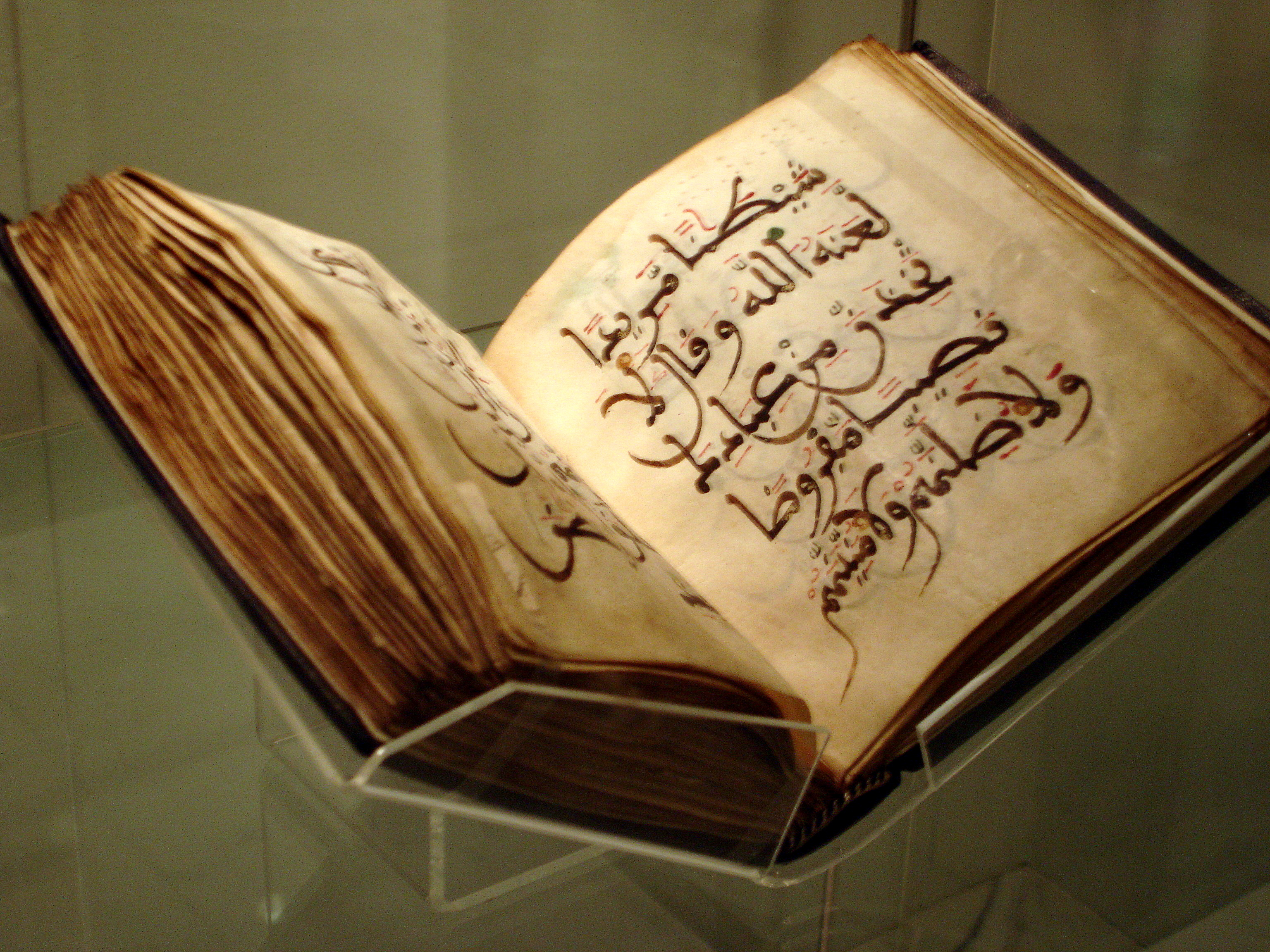
Nordafrikanischer Koran im Maghribi-Duktus (11. Jahrhundert)

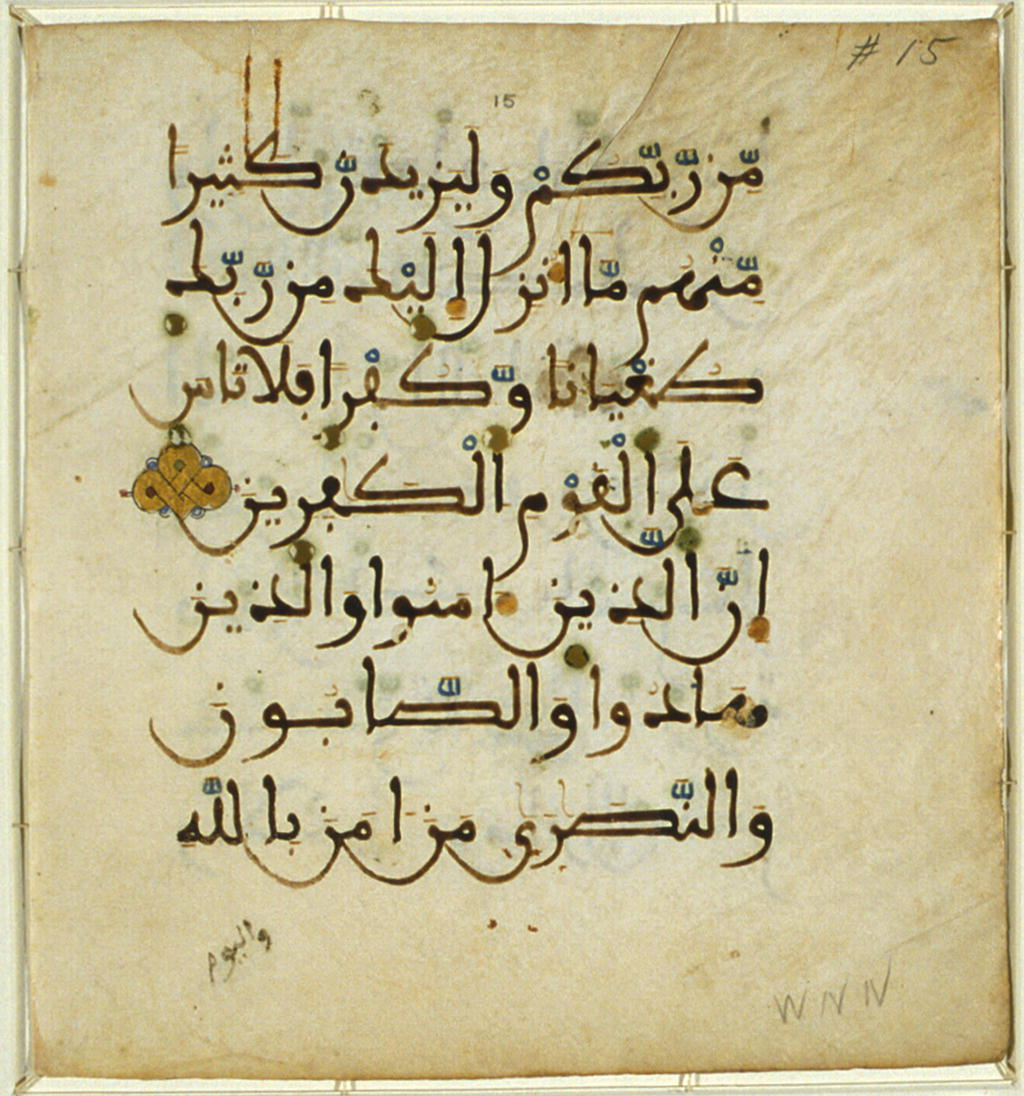
Zwei Verse aus der Sure al-Mā'ida in maghrebinischer Schrift, 13. oder 14. Jahrhundert

Die Maghrebinische Schrift – der Maghribi-Duktus – (arabisch الخط المغربي, DMG al-ḫaṭṭ al-maġribī) ist eine elegante arabische Buchschriftart, welche ab dem 10. Jahrhundert im Maghreb (Nordwestafrika) sowie in al-Andalus (Iberische Halbinsel) verwendet wurde. Als Schreibmaterial dominierte lange Zeit Pergament; Maghribi-Korane sind meist relativ klein und quadratisch.

## Systematik
Der unter Dynastien wie den Almoraviden, Almohaden, Meriniden, Wattasiden, Nasriden oder Hafsiden gebrauchte Maghribi-Duktus entwickelte sich aus dem älteren Kufi-Duktus und wird manchmal auch zur Familie der kufischen Schriftarten gezählt. Seinen regionalen Zentren entsprechend lassen sich im Wesentlichen drei (später miteinander verschmelzende) Stile unterscheiden:
- Qairawani (Zentrum: Qairawan)
- Fasi (Zentrum: Fès)
- Andalusi (Zentren: Córdoba, Sevilla, Málaga, Valencia u. a.)

Während für die beiden ersten (afrikanischen) Varianten eher ein großes, breites Schriftbild typisch ist, sind die Buchstaben beim andalusischen Maghribi-Stil in der Regel recht klein geschrieben und etwas dichter gesetzt.
Eng verwandt mit der maghrebinischen Schrift ist zudem der in Westafrika (z. B. in Nigeria) gebrauchte Sudani-Duktus und wird deshalb auch mitunter als eine weitere Maghribi-Variante angesehen.

## Charakteristik

Teile der Koransure al-Baqara im Naschi- (oben) und Maghribi-Duktus (unten)

Typisch für den leicht zu erkennenden und sich mit der Zeit kaum verändert habenden Maghribi-Duktus ist zum einen, dass die Buchstaben in der Regel eine einheitliche Dicke aufweisen und – teilweise weit in die darunterliegende Zeile ausgreifend – mit einem freien, eleganten Schwung geschrieben sind, durch welchen sich auffällige Kurven und Bögen ergeben. Oftmals sind einige Buchstaben (zum Auffüllen der Zeile) horizontal in die Länge gezogen, die Buchstabenschäfte (von Alif und Lām) oben leicht nach links geneigt.
Zum anderen sind einige orthographische Besonderheiten charakteristisch, zu denen neben der (sonst unüblichen) Ausschreibung des ā in Wörtern wie hādha als Alif in erster Linie die Schreibung der beiden Buchstaben Fā' (ف) und Qāf (ق) gehört: Bei ersterem setzt man im Maghribi-Duktus nämlich den diakritischen Punkt unterhalb (statt oberhalb); bei zweiterem hingegen nur einen Punkt (statt zwei Punkte) oberhalb – also wie beim normalen Fa (vergleiche hierzu z. B. die Schreibung von في قلوبهم in der Abbildung links).
In Hinblick auf die Hilfszeichen fällt außerdem auf, dass diese (im Vergleich zu den Buchstaben) eher zierlich und sehr bunt sind. So ist das Hamzat al-qat oft durch einen roten oder gelben Punkt markiert, das Hamzat al-wasl hingegen durch einen Grünen. Sukūn und Schadda sind nicht selten blau; Fatha und Kasra werden gerade statt schräg gesetzt.

## Beispiele

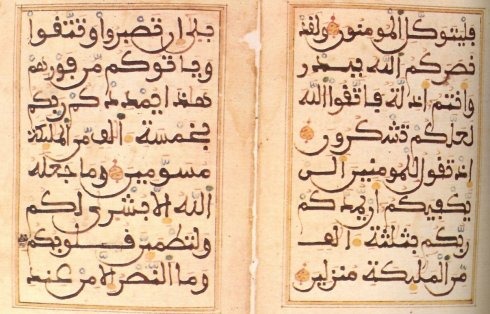
Maghrebinische Schrift auf einer Koran-Seite aus al-Andalus (11. Jahrhundert)
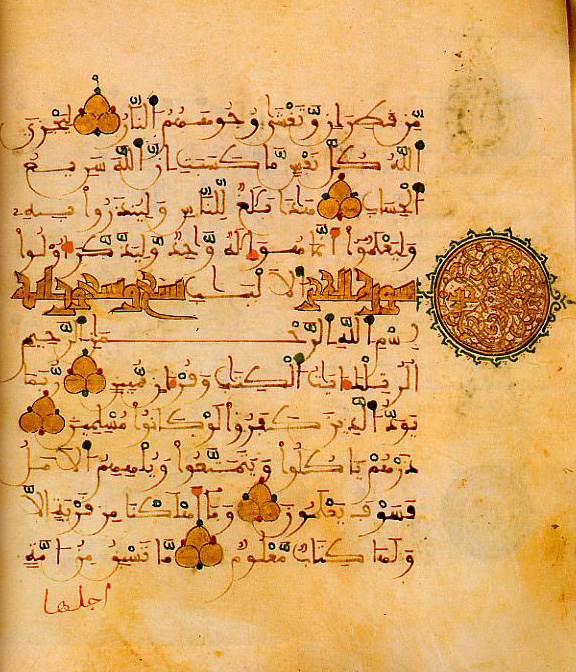
Maghrebinische Schrift auf einer Koran-Seite aus al-Andalus (12. Jahrhundert)
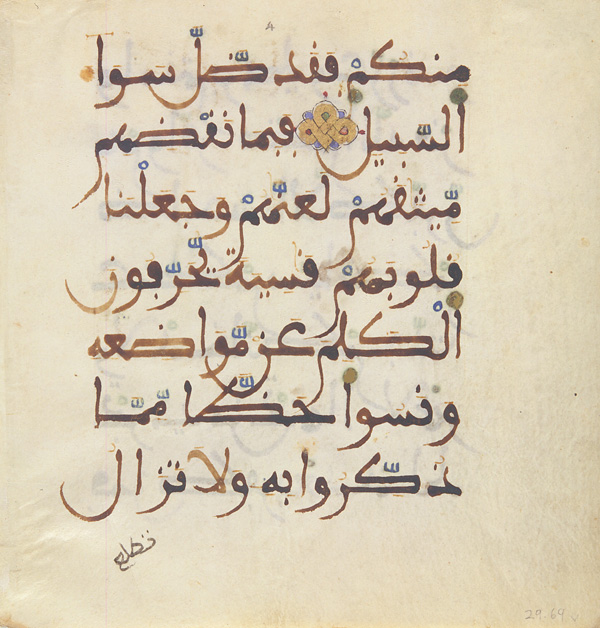
Maghrebinische Schrift auf zwei Koran-Seiten aus Nordafrika (13. Jahrhundert)
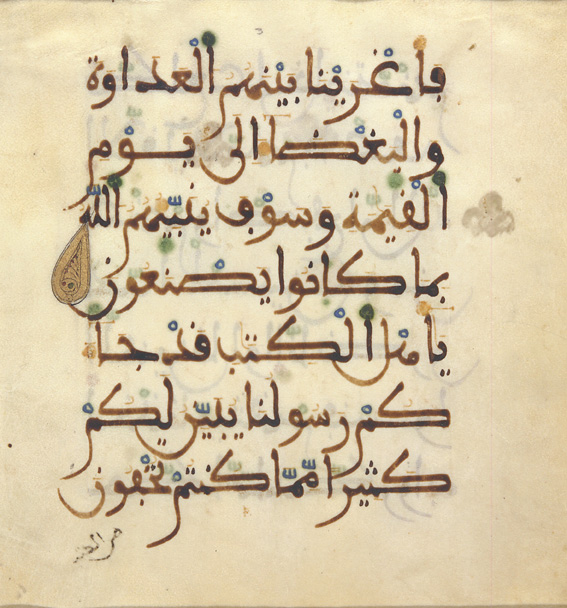
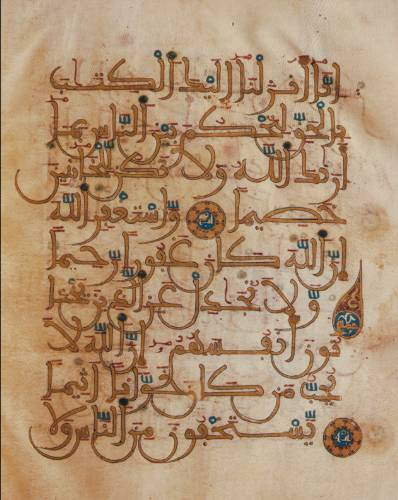
Maghrebinische Schrift auf einer Koran-Seite aus dem 13. oder 14. Jahrhundert
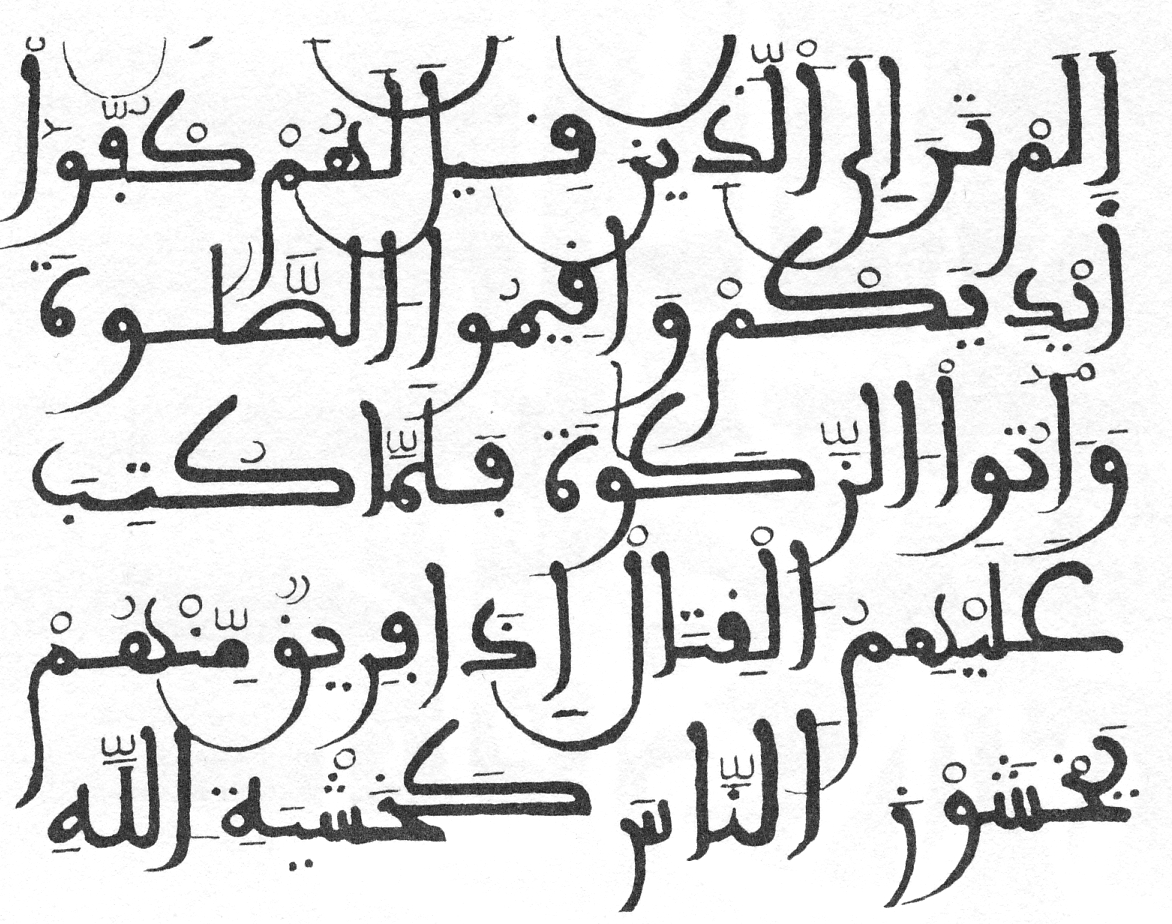
Maghrebinische Schrift auf einer Koran-Seite aus al-Andalus (14. Jahrhundert)